# Albesa (kommunhuvudort)
Albesa är en kommunhuvudort i Spanien.   Den ligger i provinsen Província de Lleida och regionen Katalonien, i den östra delen av landet, 400 km öster om huvudstaden Madrid. Albesa ligger 243 meter över havet och antalet invånare är 1 540.
Terrängen runt Albesa är huvudsakligen platt, men norrut är den kuperad. Runt Albesa är det ganska tätbefolkat, med 86 invånare per kvadratkilometer. Närmaste större samhälle är Lleida, 15,4 km söder om Albesa. Trakten runt Albesa består till största delen av jordbruksmark.